# Alchemilla pallens
Alchemilla pallens är en rosväxtart som beskrevs av Robert Buser. Alchemilla pallens ingår i släktet daggkåpor, och familjen rosväxter. Utöver nominatformen finns också underarten A. p. longinodis.